# Красна Нива (Шадрінський район)
Кра́сна Ни́ва (рос. Красная Нива) — село у складі Шадрінського району Курганської області, Росія. Адміністративний центр Краснонивинської сільської ради.
Населення — 1426 осіб (2010, 1534 у 2002).
Національний склад станом на 2002 рік: росіяни — 94 %.